# Wielka Kwatera Główna

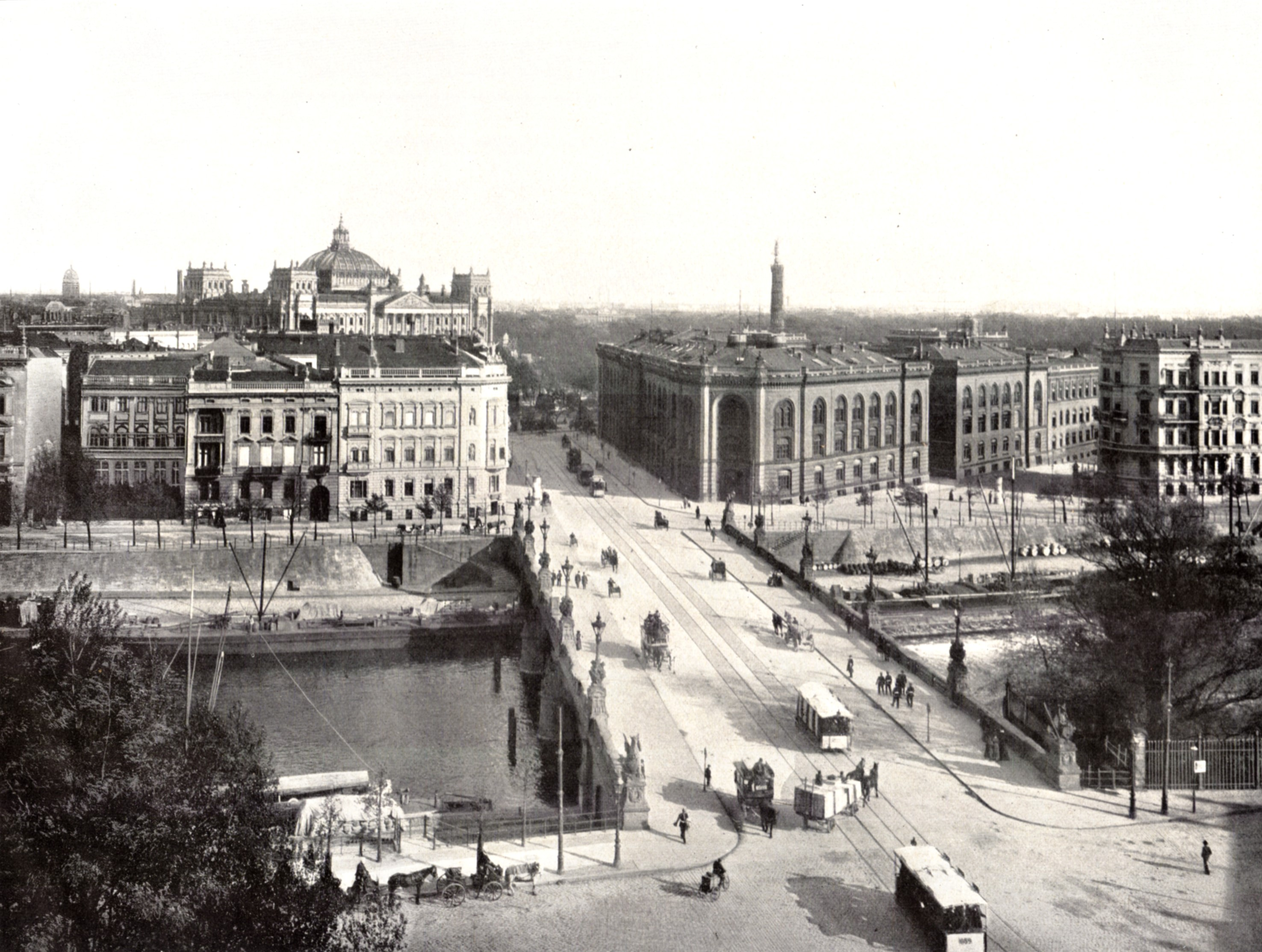
Widok na siedzibę Sztabu Generalnego w Berlinie (na prawo od Moltkebrücke), 1900

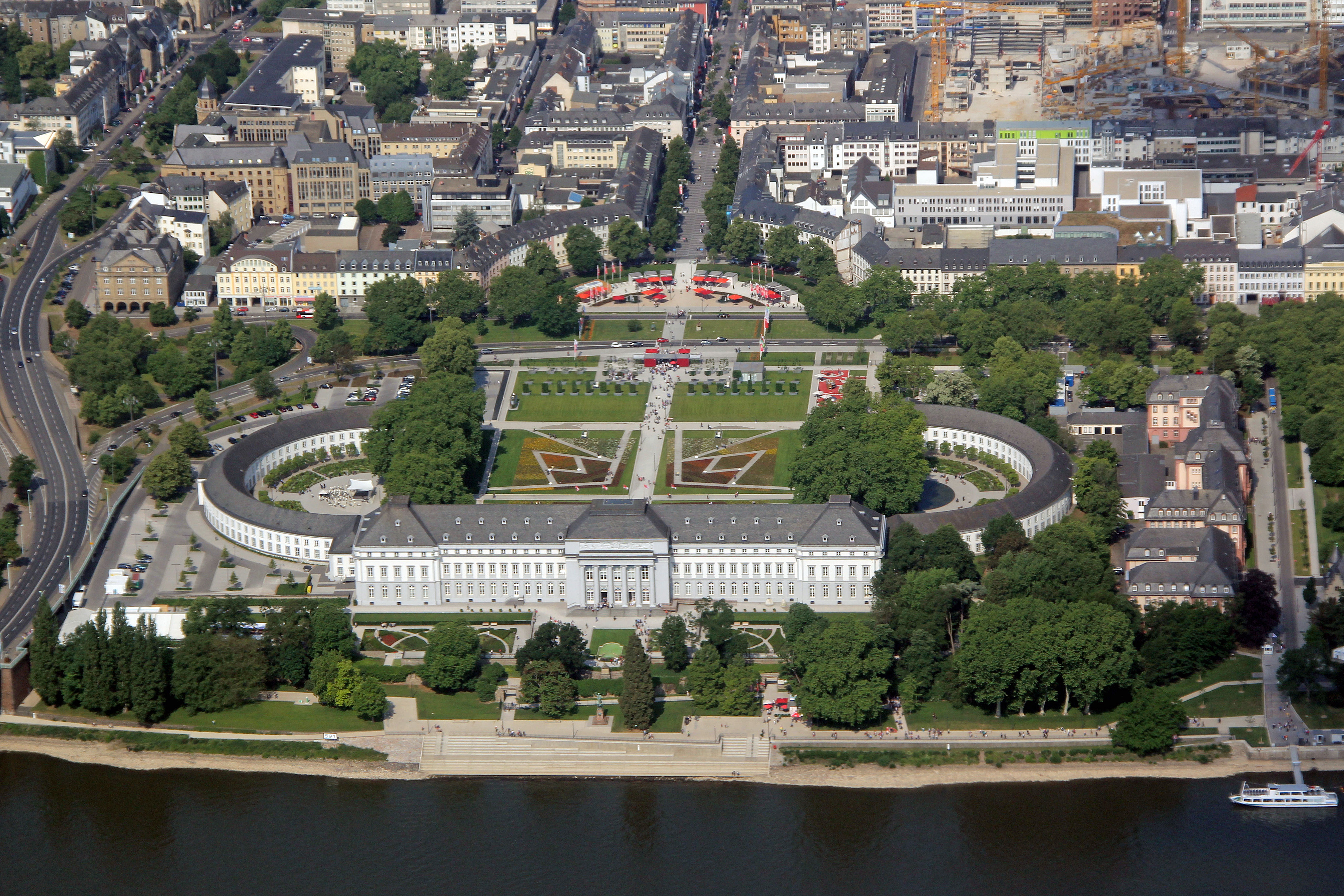
Zamek Elektorski w Koblencji

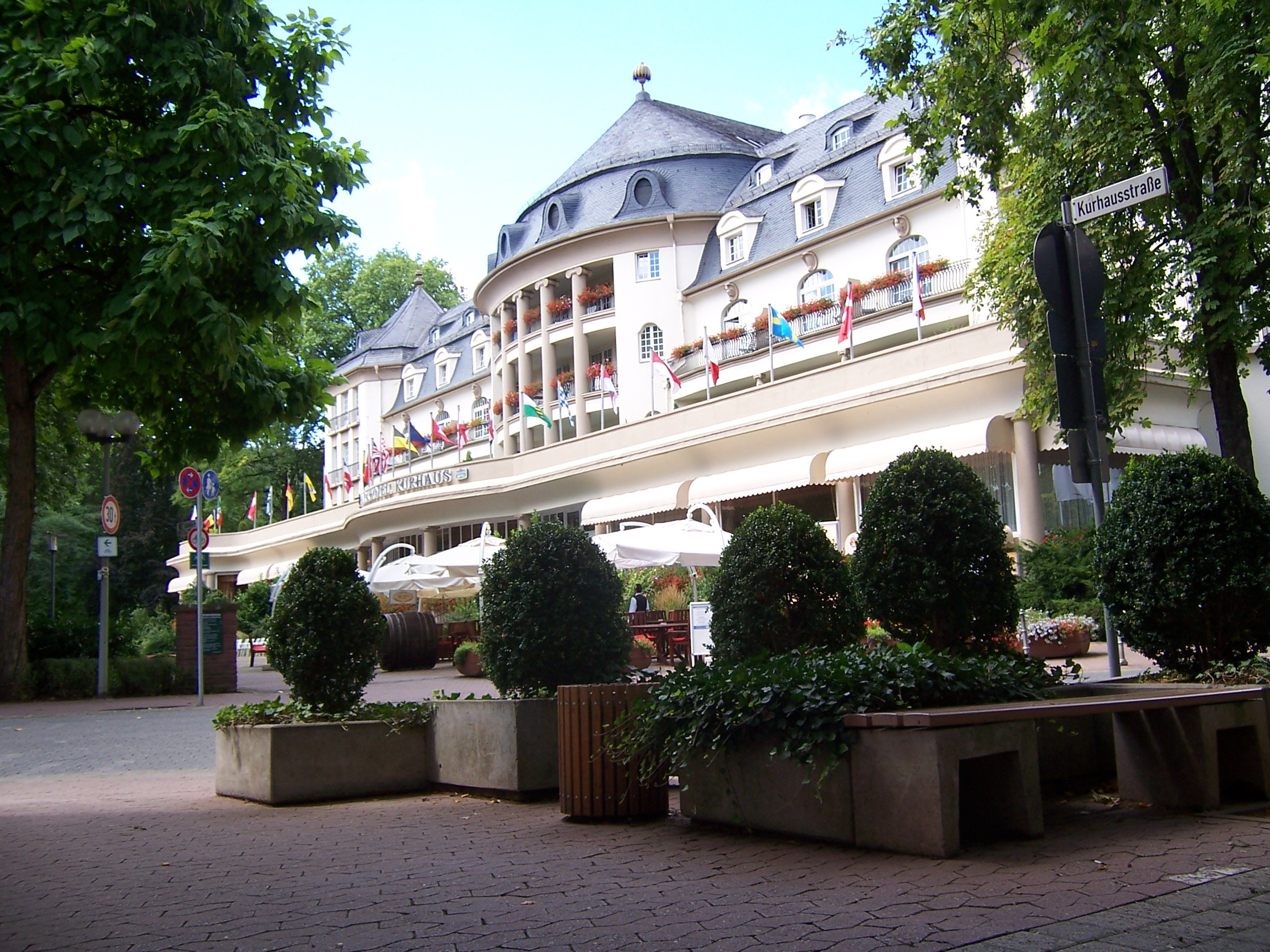
Parkhotel w Bad Kreuznach

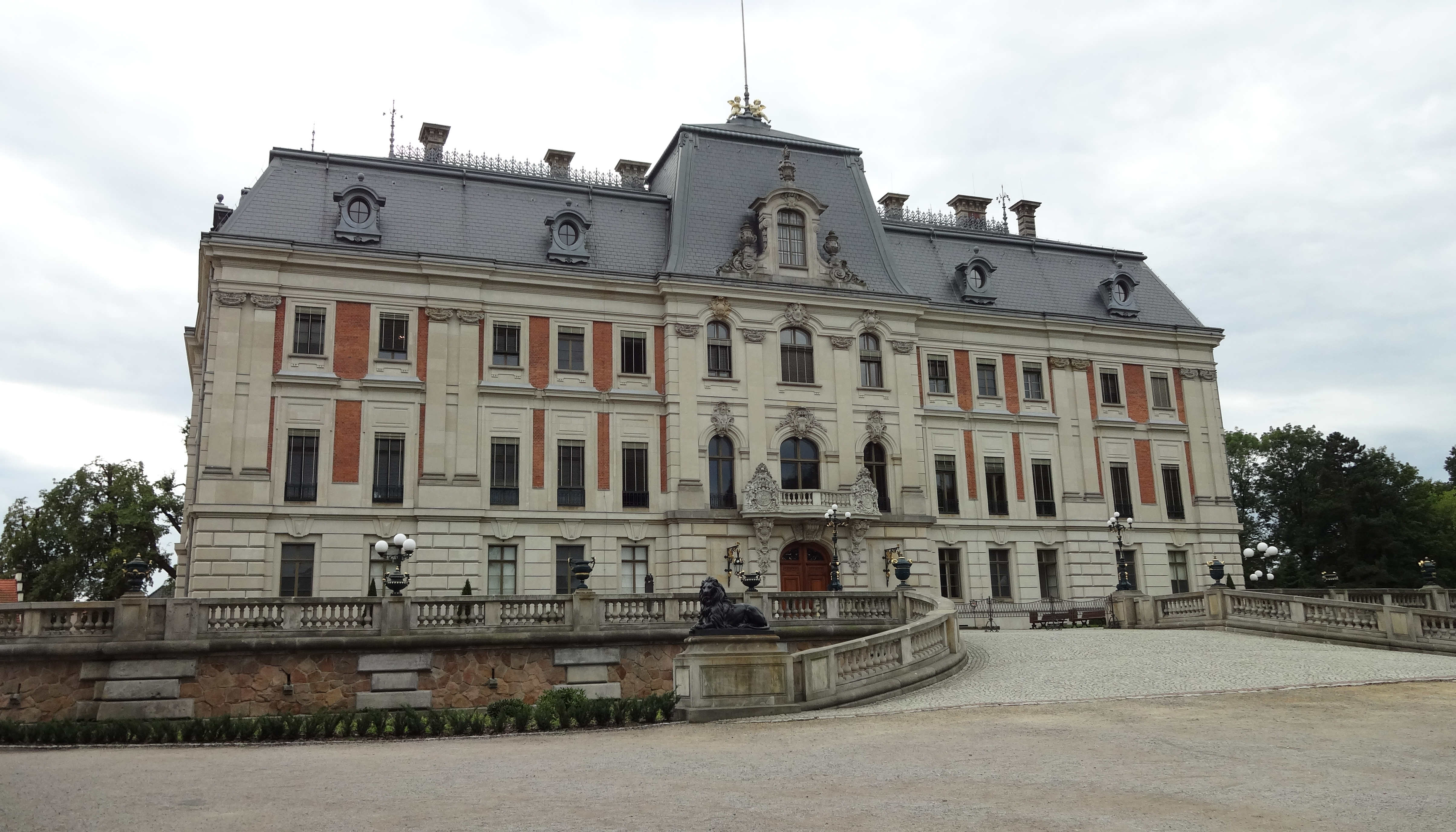
Zamek w Pszczynie

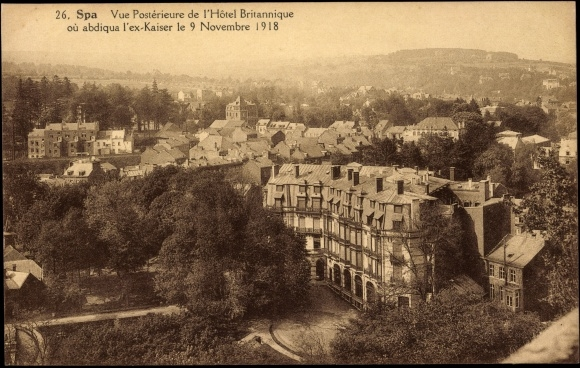
Hotel Britannique w Spa, 1918

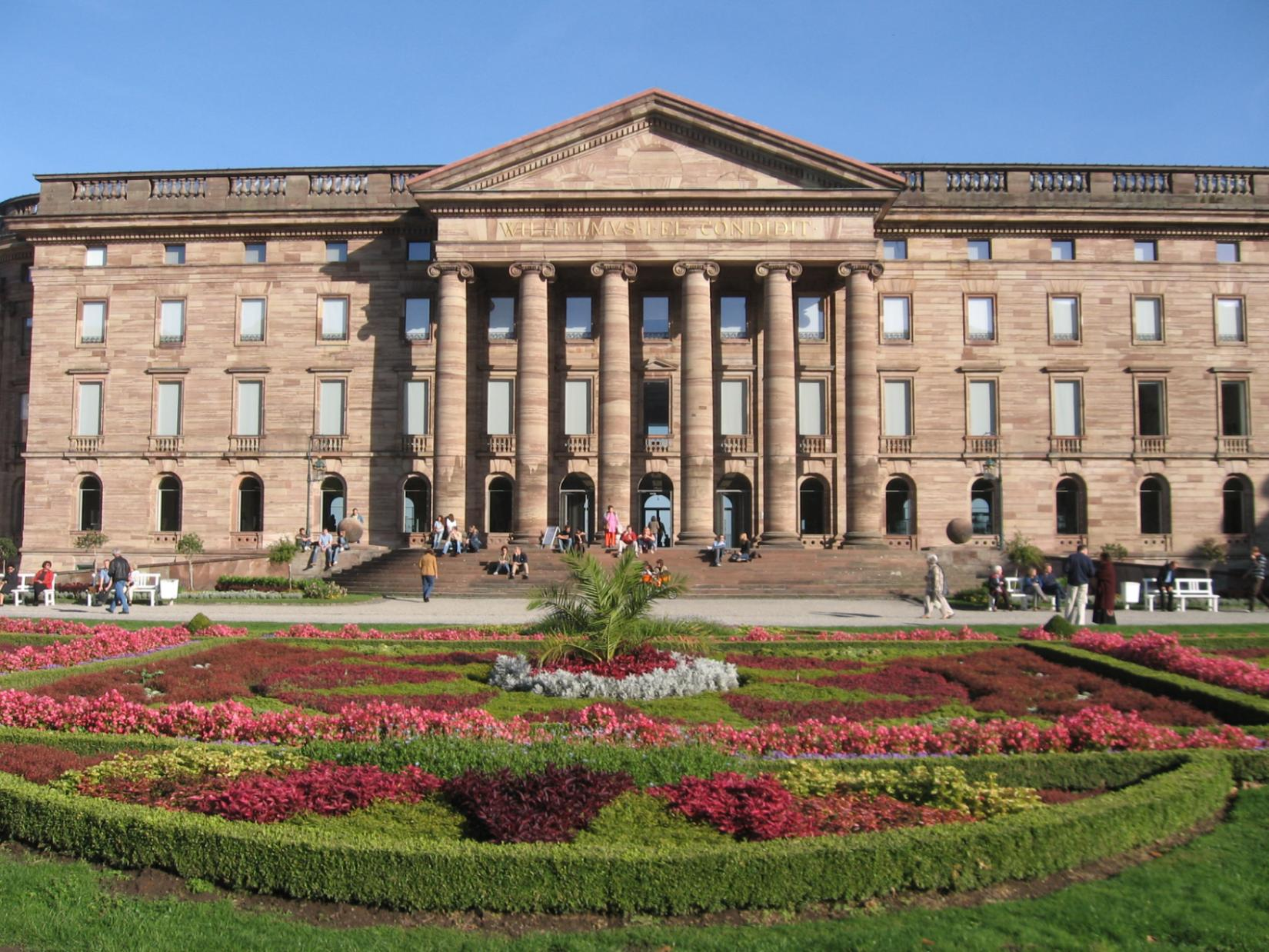
Pałac Wilhelmshöhe w Kassel

Wielka Kwatera Główna (Großes Hauptquartier) – oficjalna nazwa naczelnego organu dowódczo-sztabowego Cesarza Niemieckiego i Królów w okresie I wojny światowej, de facto Armii Cesarstwa Niemieckiego (Deutsche Armee (Kaiserreich), Kaiserliche Armee).

## Członkowie Kwatery
- generał adiutant i komendant Kwatery Hans von Plessen
- kanclerz Rzeszy Theobald von Bethmann Hollweg
- szef Sztabu Generalnego
- szef Sztabu Admiralicji
- generał adiutant i szef Gabinetu Wojskowego, gen. piechoty Moriz von Lyncker
- generał adiutant i szef Gabinetu Marynarki, adm. Georg Alexander von Müller
- 3 generałów
- minister wojny Erich von Falkenhayn
- przedstawiciel sekretarza stanu dowództwa Marynarki Rzeszy
- przedstawiciele wojskowi królestw Bawarii, Wirtembergii i Saksonii
- dowódcy poszczególnych rodzajów wojsk
- szef Tajnego Gabinetu Cywilnego (Geheimes Zivilkabinett) Rudolf von Valentini(inne języki)
- przedstawiciel Urzędu Spraw Zagranicznych (Auswärtiges Amt) Erich von Luckwald
- 2 lekarzy cesarskich

## Siedziba
Kwaterę powołano 3 sierpnia 1914, wielokrotnie ją przenosząc. Na początku wojny jej siedzibą był budynek Sztabu Generalnego w Berlinie (2–16 sierpnia 1914), następnie zamek Elektorski (Kurfürstliches Schloss) w Koblencji (16–30 sierpnia), poselstwo niemieckie w Luksemburgu (od 30 sierpnia), w Charleville-Mézières (25 września), zamek w Pszczynie (od kwietnia 1915), ponownie w Charleville-Mézières (od lutego 1916), ponownie zamek w Pszczynie (od sierpnia 1916), Parkhotel Kurhaus w Bad Kreuznach i Bad Münster am Stein-Ebernburg (2 stycznia 1917 – 8 marca 1918), Hotel Britannique w belgijskim Spa (od 8 marca 1918 do końca wojny). Po zawieszeniu broni Kwaterę przeniesiono do Pałacu Wilhelmshöhe w Kassel (do 11 lutego 1919), następnie do Kolbergu, gdzie została rozwiązana 3 lipca 1919.